# Knox-Atoll
Knox oder Nadikdik ist ein Atoll der Ratak-Kette der Marshallinseln. Das Atoll hat eine Landfläche von 0,98 km², die eine fast versandete Lagune von 3,42 km² umschließt. Das Atoll hat eine Ausdehnung von 11 km Länge mal 2 km Breite.
Die größten Inseln von Knox sind Aelingeo, Nadikdik and Nariktal. Das Atoll ist über die so genannte Klee-Passage, eine flache Sandbank, mit dem südlichen Ende des Nachbaratolls Mili verbunden.
Die auf dem Atoll wachsenden und z. T. angepflanzten Kokospalmen werden von den Bewohnern der Nachbarinseln jährlich für die Produktion von Kopra geerntet.